# Centrale thermique Kyiv TEC 5
La centrale thermique de Kiev est une centrale thermique dans l'oblast de Kiev en Ukraine.

## Localisation
Elle se situe à Kyiv.

## Historique
Elle a ouvert en 1930. Bâtie en style constructiviste sur un remblais, elle fournit, en plus de l'électricité un réseau de chaleur pour la ville.

## Installations

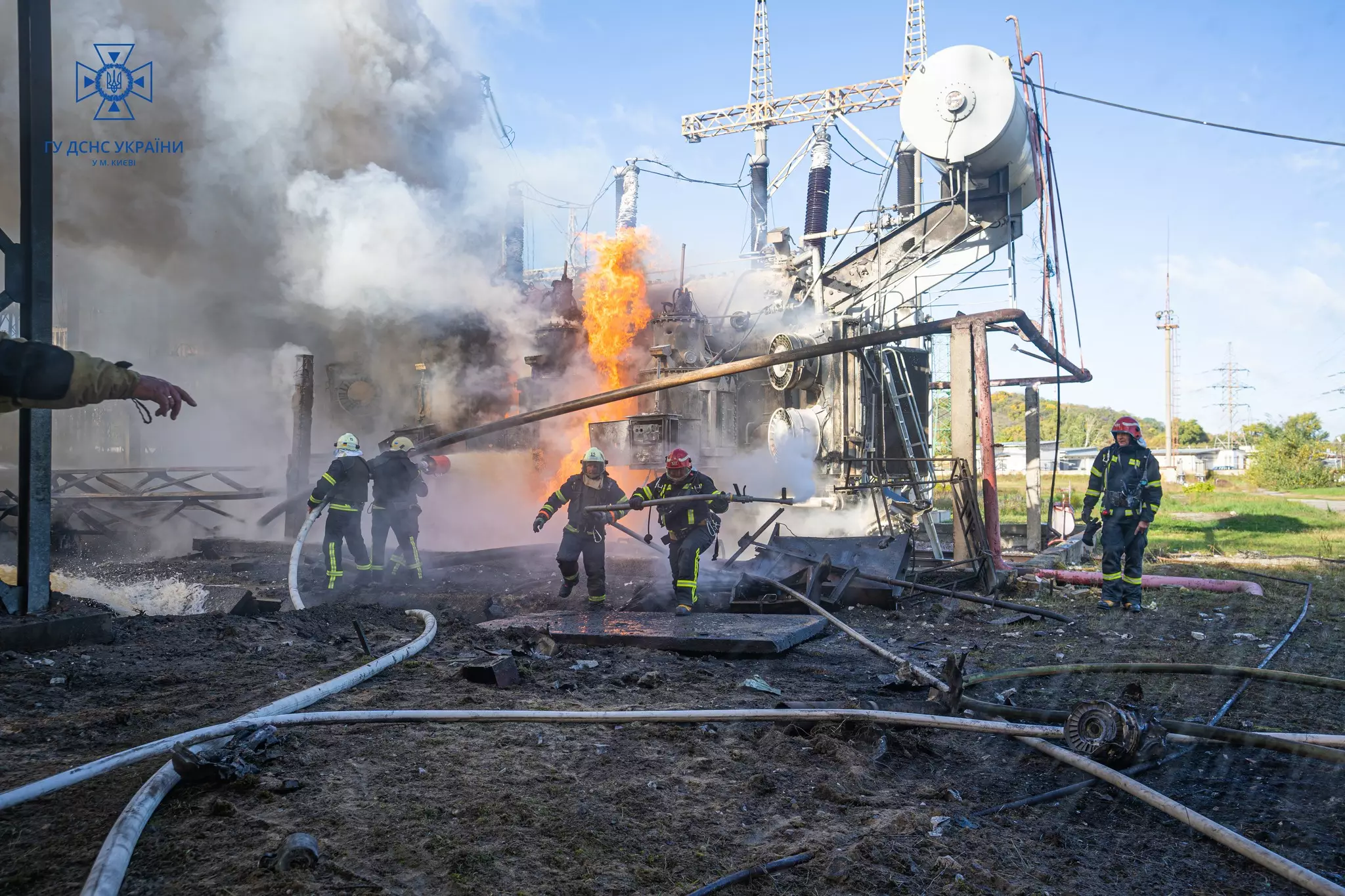
Frappée le 10 octobre 2022.

Les installations fournissent les industries en chaleur et électricité. Elle fournit aussi des administrations du quartier.